# Supercombo
Il Supercombo è il gruppo che ha accompagnato il cantautore fiorentino Piero Pelù dal 2000 al 2005.

## Storia del Gruppo
Nel 1999 le tensioni all'interno dei Litfiba tra Ghigo Renzulli e Piero Pelù arrivarono all'apice e nel mese di luglio il cantante toscano abbandonò la band per dedicarsi all'attività solista.
Lasciarono i Litfiba anche gli altri membri, ossia il tastierista/chitarrista Roberto Terzani, il bassista Daniele Bagni e il batterista Franco Caforio.
Il gruppo di dissidenti decide di continuare ad accompagnare Pelù anche nella sua avventura solista, a loro si unisce il chitarrista Cristiano Maramotti e vede così la luce il Supercombo che comincia la propria attività nell'album Né buoni né cattivi del 2000. Collabora al disco anche il percussionista Paolo Baglioni che entrerà a far parte del Supercombo nel 2003, nel tour relativo al secondo album di Pelù U.D.S. - L'uomo della strada.
La formazione che si presenta nel 2004, con la pubblicazione dell'album Soggetti smarriti, vede l'uscita di Terzani (in seguito pubblicherà il suo primo album da solista e successivamente rientrerà a far parte temporaneamente dei Litfiba) e l'ingresso del tastierista Michele Braga, dalla successiva tournée verrà estratto il DVD "Tra Cielo e Terra".
L'ultimo album di Pelù in cui compare il Supercombo è Presente, una raccolta del 2005, contenente due inediti, l'album viene pubblicato anche in un'edizione limitata con allegato un DVD con inclusi tutti i videoclip realizzati dal cantante fra il 1999 e il 2005, per la realizzazione di alcuni di essi hanno partecipato anche alcuni componenti della band.
Cristiano Maramotti collaborerà anche come autore alla stesura dei brani Presente e Lentezza (che troverà posto nel successivo album di Pelù del 2006).
Il Supercombo quindi si scioglie, Maramotti passa nella band di Graziano Romani. Michele Braga, Paolo Baglioni e Daniele Bagni collaboreranno al nuovo disco di Piero Pelù In faccia. Nel relativo tour i soli Bagni e Baglioni, passato dalle percussioni alla batteria, accompagneranno il rocker nei concerti formando insieme al chitarrista Saverio Lanza il P-Trio.

## Formazioni

### 2000-2002
- Cristiano Maramotti - chitarra
- Roberto Terzani - tastiere, chitarre
- Daniele Bagni - basso
- Franco Caforio - batteria

### 2003
- Cristiano Maramotti - chitarra
- Roberto Terzani - tastiere, chitarre
- Daniele Bagni - basso
- Franco Caforio - batteria
- Paolo Baglioni - percussioni

### 2004-2005
- Cristiano Maramotti - chitarra
- Daniele Bagni - basso
- Franco Caforio - batteria
- Paolo Baglioni - percussioni
- Michele Braga - tastiere, chitarre

## Discografia con Piero Pelù
- 2000 - Né buoni né cattivi
- 2002 - U.D.S. - L'uomo della strada
- 2003 - 100% Live (EP)
- 2004 - Soggetti smarriti
- 2005 - Presente

## Videografia con Piero Pelù
- 2004 - Tra cielo e terra (DVD)

Videoclip realizzati: Io ci sarò, Bomba boomerang, Bene bene male male, Dea musica e Soggetti smarriti.